# رابرت هلنیوس
رابرت هلنیوس (فنلاندی: Robert Helenius؛ زادهٔ ۲ ژانویهٔ ۱۹۸۴) بوکسور اهل فنلاند است.